# 鄧智偉
鄧智偉（Tang Chi Wai，CW，中國内地使用藝名dengzhiwei，1976年7月29日—），香港音樂創作人，曾擔任香港無綫電視旗下正視音樂總監，2020年離開香港到北京定居，並以唱作人身份在中國内地出道。

## 生平
鄧智偉畢業於屯門東華三院鄧肇堅小學和順德聯誼總會譚伯羽中學（1995年中七），4歲開始學習鋼琴，中學時與同學合組樂隊，曾於獨立樂隊axiom擔任鼓手，亦為獨立電子音樂組合Primary Shapes主創成員之一，2001年加入香港無綫電視，從配音指導做起，2004年出任正視音樂總監，為無綫電視劇集、綜藝節目及簽約藝人林峯、黃宗澤、鍾嘉欣等創作歌曲。
2012年5月4日及5日，在九龍灣國際展貿中心舉行一連兩場音樂作品展「鄧智偉平行回憶演唱會」，邀請了林峯、關菊英、古巨基、吳卓羲、許廷鏗、HotCha、黃宗澤、黎耀祥、鄭欣宜、鍾嘉欣等藝人擔任表演嘉賓，唱出其代表作品。
2013年10月，在何哲圖入主星夢娛樂後，正式宣佈離開效力12年的無綫電視。2015年1月，與莊冬昕合作創立娛樂公司Unleash Entertainment（釋出音樂）。
2020年11月，鄧智偉移居北京，將工作重心轉往中國内地。2021年8月，邓智伟正式签约内地唱片公司摩登天空旗下厂牌「WaterMade水形」，以唱作人身份出道。2021年9月12日，在广州太空间Livehouse舉行邓智伟“Here There Everywhere”首演。2021年12月，在广州R空间進行无舞台表演。2022年2月，發行個人首支唱作單曲《Fading Alone》。2022年4月起，展开一连五场"Here There Everywhere" 首次个人巡演。

## 個人生活
鄧智偉曾與香港無綫電視藝人高海寧相戀，唯2019年1月兩人因聚少离多而分手。

## 作品列表

### 2000年
| - Primary Shapes - bELL LAB（鄧智偉、王勝燊、袁卓華曲／詞） - Primary Shapes - Edison（鄧智偉、王勝燊、袁卓華曲／詞） - Primary Shapes - Moisturising Flower（鄧智偉、王勝燊、袁卓華曲／詞） - Primary Shapes - Smell Sculpture（鄧智偉、王勝燊、袁卓華曲／詞） - Primary Shapes - Something Between 2 People（鄧智偉、王勝燊、袁卓華曲／詞） - Primary Shapes - Wiper Song（鄧智偉、王勝燊、袁卓華曲／詞） |

### 2004年
| - 林峯 - 心呼吸（曲／編／監） |

### 2005年
| - 王祖藍 - Mr. Mi（鄧智偉、譚天樂編／鄧智偉監） - 司徒瑞祈 - 戰勝絡印（監） - 郭力行、高皓正、吳卓羲、Sky - 勇者（監） - 吳卓羲 - 別怪她（曲） - 吳卓羲 - 別怪她（Dance Mix）（曲／監／鄧智偉、張文輝、家樂編） - 吳卓羲 - 春日（鄧智偉、葉肇中編／鄧智偉監） - 李克勤、梁榮忠 - 殘酷一叮（鄧智偉、陳詩慧曲／詞） - 汪明荃、胡杏兒、黃宗澤 - 家規（監） - 崔建邦 - 變身戰士（監） - 崔建邦 - 正義虎將（鄧智偉、伍仲衡、葉肇中編／鄧智偉監） - 高鈞賢 - 龍王傳說（鄧智偉、葉肇中編／鄧智偉監） - 郭晉安 - 幪面超人555（監） - 郭晉安、宣 萱 - 十萬個為什麼（曲／編／監） | - 陳文媛 - 調味人生（監） - 陳百祥 - 她的主義（曲／編／監） - 陳 豪 - 痕跡（曲） - 陳 豪、周麗淇 - 明知不知傻痴痴（監） - 陳 豪、陶大宇、郭可盈、廖碧兒 - 心裡話（曲） - 黃宗澤 - 哪吒傳奇（鄧智偉、葉肇中編／鄧智偉監） - 黃宗澤 - 神話（鄧智偉、張文輝編／鄧智偉監） - 鄭嘉穎 - 三角兩面（曲） - 廖碧兒 - 實情（曲／編／監） - 鄭嘉穎、林 峯、佘詩曼、楊 怡 - 與朋友共（曲／編／監） - 黎 姿 - 鏡花（曲／編／監） |

### 2006年
| - 王祖藍 - 奇異冒險（監） - 王祖藍 - 爆龍戰隊（監） - 吳卓羲 - 別人問起（曲） - 吳卓羲 - 太陽之手（監） - 吳卓羲 - 金剛（曲／監） - 沈穎婷 - 白雪天使（鄧智偉、譚天樂編／鄧智偉監） - 佘詩曼 - 星星的加冕（曲／監） - 佘詩曼 - 禁戀（鄧智偉、陳詩慧曲／鄧智偉監） - 佘詩曼 - 蝶變（曲／監） - 林文龍 - 天網（鄧智偉、李耀基曲／鄧智偉監） - 林 峯 - 披荊斬刺（監） - 林 峯、鄭嘉穎、吳卓羲、黃宗澤 - Put Your Hands Up（鄧智偉、陳詩慧、葉肇中曲／詞） - 胡杏兒 - 幸而（曲／鄧智偉、Gary Chan監） - 馬浚偉 - 會友之鄉（鄧智偉、葉肇中編／鄧智偉監） - 馬浚偉 - 放學ICU（監） - 陳浩民 - 先知先覺（監） - 陳敏之 - 逐格重播（鄧智偉、葉肇中曲／鄧智偉監） - 黃子華 - 知彼不知己（鄧智偉、譚天樂曲／鄧智偉監） | - 黃宗澤 - 角色（曲／監） - 黃宗澤 - 第幾天（監） - 黃宗澤 - 無人愛（曲／監） - 楊秀惠 - 別怪他（曲） - 楊思琦 - 只需要你（鄧智偉、譚天樂、葉肇中編／鄧智偉監） - 廖碧兒 - 分手（鄧智偉、Gary Chan監） - 廖碧兒、胡杏兒 - 朱古力與雲尼拿（曲／編／監） - 鄭少秋 - 身外物（監） - 鄭中基 - 美女廚房（曲） - 鄭丹瑞、伍詠薇、鍾景輝、盧宛茵、曹永廉、鄧上文、李思捷、鍾 煌、苑瓊丹 - 細路仔（曲／監／鄧智偉、曾德康編） - 鄭嘉穎 - 愛平凡（曲／監） - 鄭嘉穎、周麗淇 - 請講（曲／編／監） - 鄧麗欣 - Let It Flow（曲） - 鄧麗欣、吳雨霏 - 偏愛（曲） - 鍾嘉欣 - 發誓（曲／監） - 女人唔易做主題音樂 - That's Woman C'est the Femme（曲） - 男人之苦主題音樂（曲） |

### 2007年
| - 江欣燕、胡諾言 - 問題娛樂圈（曲） - 吳卓羲、吳浩康、關智斌 - 邁向夢想的天空（鄧智偉、葉肇中、陳詩慧曲／詞／鄧智偉監） - 呂 方 - 深情（曲／監） - 林 峯 - 愛在記憶中找你（曲） - 林 峯、鍾嘉欣 - 心領（曲／監） - 容祖兒 - 密友（鄧智偉、陳詩慧曲／鄧智偉監） - 馬浚偉、吳卓羲 - 突圍（曲／監） - 馬浚偉、陳山聰 - 天數（監） - 馬國明 - 選擇我（監） - 梁靖琪、湯盈盈、鄧健泓 - 沒完沒了（鄧智偉、周永恆曲／鄧智偉監） - 陳百祥 - 奧運玩得叻（鄧智偉、陳詩慧、葉肇中、周永恆曲／詞） - 陳 豪 - 賜我一死（曲／監） - 黃子華 - 奸人堅（監） | - 黃宗澤 - 有口難言（監） - 裕 美 - 雪映移城（曲／監） - 廖碧兒 - I'm So In Love With You（曲／監） - 廖碧兒 - 還用在意嗎（曲／監） - 鄭嘉穎 - 最美麗的第七天（曲／監） - 鄭嘉穎、黃宗澤 - 強劍（監） - 鍾嘉欣 - 心心相印（監） - 關淑怡 - 只得一次（曲／監） - 關菊英 - 講不出聲（曲／監） - TVB群星 - 香港人（曲／監） - 同事三分親主題音樂 - Rondo Alla Turca（鄧智偉、譚天樂編） - 通天幹探主題音樂（鄧智偉、葉肇中曲） - 雪映移城主題音樂（曲） |

### 2008年
| - Hotcha - 童話之夢（監） - 王祖藍 - 奇幻旅程（監） - 王菀之 - 認命（曲／監） - 汪明荃 - 愛在天邊（曲） - 汪明荃、農 夫 - 再見（監） - 佘詩曼 - 等你（曲） - 林 峯 - Tonight（鄧智偉、莊冬昕曲／監） - 林 峯 - 浮生若水（曲／監） - 林 峯 - 愛不疚（曲／監） - 林 峯、吳卓羲、陳鍵鋒、馬國明 - 風暴（鄧智偉、葉肇中曲／鄧智偉監） - 泳 兒 - 最美麗的第七天（曲／監） - 胡杏兒、王浩信 - 最難過今天（曲／監） - 胡杏兒、黃宗澤 - 感激遇到你（監） - 馬浚偉、楊 怡 - 愛怎麼說（監） - 馬浚偉、鄭希怡 - 豺狼與羊（監） - 馬浚偉、鍾嘉欣 - 小故事（曲／監） - 馬德鐘、佘詩曼 - 陪你哭也只得我（監） - 商天娥 - 有我亦有你（監） - 敖嘉年 - 奮勇的戰士（監） - 梁漢文 - 遺留（鄧智偉、李耀基曲／鄧智偉監） - 陳柏宇 - 魔法戰隊（監） | - 陳詩慧 - Love Me…Love Me Not…（監） - 陳詩慧 - 我未夠好（鄧智偉、陳詩慧監） - 陳詩慧 - 黑眼圈（監） - 陳詩慧 - 錯在我（鄧智偉、陳詩慧監） - 曾志偉、錢嘉樂、阮兆祥、王祖藍 - 鐵甲無敵獎門人（鄧智偉、陳詩慧、周永恆曲／詞） - 農 夫 - 歡天喜地（曲／監） - 蔡淇俊 - 拯救星球（監） - 鄭欣宜 - 直覺（監） - 鄭欣宜 - 無人完美（曲／監） - 鄭嘉穎、周麗淇 - 抱著空氣（曲／監） - 鄭 融 - 天道（監） - 鄭 融 - 還（曲／莊冬昕、鄧智偉監） - 鍾嘉欣 - 彩雲國物語（監） - 羅嘉良、胡杏兒 - 當狗愛上貓（監） - 關菊英 - 無心害你（曲／監） - TVB群星 - 光輝的印記（鄧智偉、顧嘉煇監） - 太極主題音樂（鄧智偉、譚天樂曲） - 冰天動地主題音樂（曲／編） - 畢打自己人主題音樂 - Eine Kleine Nachtmusik （鄧智偉、譚天樂編） - 搜神傳主題音樂（曲） - 與敵同行主題音樂（曲） |

### 2009年
| - HotCha - 好姊妹（曲／監） - 王君馨 - 守護甜心（監） - 王祖藍 - 跌落凡間的天使（曲／監） - 古巨基 - 始終會行運（監） - 江若琳 - 手掌印（監） - 何韻詩 - 愛無愧（曲／監） - 吳卓羲 - 紅蝴蝶（鄧智偉、葉肇中曲／鄧智偉監） - 吳卓羲、胡杏兒 - 咪話唔就你（監） - 吳卓羲、謝天華、陳鍵鋒 - 黑白變奏（監） - 狄易達 - 轟烈勇士（監） - 佘詩曼 - 風車（曲／監） - 周海媚 - 傷愛一生（曲／監） - 林 峯 - Illusion（鄧智偉、莊冬昕曲／監） - 林 峯 - Let's Get Wet（鄧智偉、莊冬昕曲／監） - 林 峯 - 如果時間來到（曲／監） - 林 峯 - 值得流淚（曲／監） - 林 峯 - 換個方式愛你（曲／監） - 香港群星 - 人人平等（監） - 徐子珊 - Hit Me（鄧智偉、莊冬昕曲／監） | - 馬浚偉、鍾嘉欣 - 老友狗狗（監） - 張智霖、胡杏兒 - 一刀了斷（曲／監） - 張智霖、胡杏兒 - 愛．過（曲／監） - 郭晉安 - 追根究柢（監） - 陳法拉 - 絕配的一對（曲／監） - 陳偉霆 - 超人梅比斯（監） - 麥浚龍 - 荒島隔岸（曲／監） - 樂 瞳 - 短罪（曲／監） - 樂 瞳 - Something I've Been Told（曲／鄧智偉、DJ Tommy編／監） - 黃子華 - 冇問題﹖（監） - 鄭嘉穎、胡杏兒 - 有意（監） - 鄭 融 - 借（曲） - 鄧健泓、郭晉安 - 掩飾（監） - 錢嘉樂、陳鍵鋒、王祖藍 - 合法搶親（監） - 謝天華 - 細味（曲／監） - 羅嘉良 - 差一剎的地老天荒（監） - 關菊英 - 攻心計（曲／監） - 烈火雄心3主題音樂（曲／编／監） |

### 2010年
| - 72家租客演員 - 歡樂年年（鄧智偉、莊冬昕編／監） - HotCha - 不愛也是一種愛（曲／監） - Super 4 - 不枉（曲／監） - Super 4 - 灰色控訴（鄧智偉、葉肇中監） - 王祖藍 - 别低估我（監） - 王 喜、黃浩然、李思捷 - 食腦（曲／監） - 古巨基 - 義海豪情（鄧智偉、葉肇中曲／鄧智偉監） - 巨聲一幫 - Supervoice（鄧智偉、莊冬昕監） - 何紫慧 - I Do（監） - 何雁詩 - 撲火（監） - 何雁詩 - 幸福節奏（監） - 何韻詩 - 愛作戰（曲） - 何韻詩、杜汶澤、吳卓羲 - 捱（鄧智偉、陳詩慧曲／鄧智偉監） - 吳卓羲、黃宗澤 - Run（監） - 周志文、周志康 - Your Love（鄧智偉、葉肇中監） - 林保怡 - 心中有數（監） - 林師傑 - 衣不稱身（鄧智偉、莊冬昕監） - 林 峯 - Hello（鄧智偉、莊冬昕曲／編／監） - 林 峯 - Come 2 Me（鄧智偉、莊冬昕曲／編／監） - 林 峯 - 我們很好（曲／監） - 林 峯 - 我們很好（國）（曲／監） - 林 峯 - Morning Cute（鄧智偉、莊冬昕曲／監） - 林 峯 - 定鏡（曲／鄧智偉、莊冬昕監） - 林 峯 - Vampire（鄧智偉、莊冬昕曲／編／監） - 林 峯 - 所謂理想（曲／監） - 林 峯 - 直到你不找我（曲／監） - 林 峯 - 同謀（曲／鄧智偉、莊冬昕監） - 林 峯 - 不想讓你失望（曲／監） - 林 峯、楊千嬅 - 初見（曲／監） | - 林 峯、楊千嬅 - 未完的歌（曲／監） - 林 峯、蔡卓妍 - 一直都在（鄧智偉、莊冬昕曲／編／監） - 林 峯、蔡卓妍 - 一直都在（國）（鄧智偉、莊冬昕曲／編／監） - 林 峯、容祖兒 - 喜氣洋洋2010（監） - 胡杏兒 - 忘掉自己（監） - 苗僑偉、謝天華 - 大丈夫係我（監） - 馬浚偉 - 聽說（監） - 馬浚偉 - 心竅（曲／監） - 馬德鐘 - 一不留神（監） - 梁詠琪 - 女兒雄（鄧智偉、陳少琪監） - 許廷鏗 - 我的離開也是愛（鄧智偉、葉肇中監） - 陳法拉 - 愛情轉駁（鄧智偉、梁弋文曲／鄧智偉監） - 陳康健 - 光的希冀（監） - 陳慧琳 - 創造曙光（曲） - 曾志偉、錢嘉樂、金 剛、江欣燕、王志安 - 超級遊戲獎門人（曲） - 黃宗澤 - 千金亂散（鄧智偉、莊冬昕曲／編／監） - 黃宗澤 - 盡快愛（監） - 廖碧兒 / 群星 - 依家有喜（鄧智偉、莊冬昕曲／鄧智偉監） - 福祿壽 - 宇宙最長（鄧智偉、莊冬昕監） - 劉威煌 - 不離不棄（監） - 樂 瞳 - 雪人（鄧智偉、DJ Tommy監） - 樂 瞳 - 空氣人形（曲／鄧智偉、DJ Tommy監） - 歐陽靖、王祖藍 - 秋香怒點唐伯虎（鄧智偉、莊冬昕曲） - 鄭嘉穎 - 雪下思（鄧智偉、葉肇中曲／鄧智偉監） - 鄧小巧 - 半杯水（曲／監） - 黎耀祥 - 紅蝴蝶（鄧智偉、葉肇中曲／鄧智偉監） - 黎耀祥、蓋鳴暉 - 新歡樂年年（编／監） - 關菊英 - 萬千寵愛（曲／監） - 農 夫 - 八十前後（監） - 《香港事．情》主題音樂（曲） |

### 2011年
| - HotCha - 未習慣（曲／監） - 太 極 - 今朝有酒（監） - 劉 璇 - 回見（曲／監） - 劉威煌 - 潛伏（監） - 吳卓羲 - 團圓（監） - 吴卓羲 - 傷城記（曲／監） - 張智霖 - 究竟海有幾深（監） - 張德蘭 - 朝花夕拾（曲／監） - 徐子珊 - 半圓（曲／監） - 曾路得 - 相處之道（鄧智偉、莊冬昕曲／鄧智偉監） - 李治廷、林欣彤 - I Love Hong Kong（鄧智偉、莊冬昕監） - 林欣彤 - 一人旅行團（鄧智偉、陳少琪監） - 林欣彤 - Take Me Through（曲／鄧智偉、Johnny Yim監） - 超級巨聲群星 - 飛聲（監） - 林 峯 - Baby Lady（鄧智偉、莊冬昕曲／編／監） - 林 峯 - Broken（鄧智偉、莊冬昕曲／編／監） - 林 峯 - CHOK（鄧智偉、莊冬昕曲／編／鄧智偉、陳少琪、莊冬昕監） - 林 峯 - How Deep（鄧智偉、莊冬昕曲／編／監） - 林 峯 - Light Up My Life（鄧智偉、莊冬昕曲／編／監） - 林 峯 - 再一次（One More Time）（鄧智偉、莊冬昕曲／監） - 林 峯 - 吻過吸血鬼（鄧智偉、莊冬昕曲／編／監） - 林 峯 - 太熱了（Oh No）（鄧智偉、莊冬昕曲／監） - 林 峯 - 愛在記憶中找你（國）（曲／鄧智偉、莊冬昕監） - 林 峯 - 我很痛（曲／鄧智偉、陳少琪、莊冬昕監） | - 林 峯 - 換個方式愛你（國）（曲／監） - 林 峯 - 試煉（曲／監） - 林 峯 - 讓我愛你一小時（曲／鄧智偉、陳少琪、莊冬昕監） - 林 峯 - 長假期（曲／鄧智偉、莊冬昕監） - 韋 雄 - 愛不下去（曲） - 胡鴻鈞 - 天道同行（監） - 胡鴻鈞 - 飄花（鄧智偉、葉肇中監） - 謝天華 - 獨行（監） - 謝天華 、徐子珊 - 我等你（監） - 鍾舒漫 - 八米厘（曲／監） - 鍾嘉欣、吳卓羲 - 傷城記（曲／監） - 陳潔靈 - 刀槍不入（曲／監） - 陳 豪、吳卓羲 - 春風化雨（鄧智偉、葉肇中曲／鄧智偉監） - 馬德鐘 - 江山（鄧智偉、葉肇中曲） - 許廷鏗／黃宗澤／林欣彤 - 上善若水（曲／鄧智偉、葉肇中監） - 黃宗澤 - 底線（監） - 黎耀祥、吴卓羲 - 目擊（監） - 關菊英 - 浮雲（曲／監） - 關菊英 - 遺忘了以往（曲／鄧智偉、陳少琪監） - 關菊英 - 舉世無雙（曲／監） - 關菊英 - 各安天命（曲／監） - 阮兆祥、李思捷、王祖藍 - 踢拖（鄧智偉、葉肇中曲／監） - 群 星 - 不要輸給心痛（曲） - 《你們我們他們》主題音樂（鄧智偉、葉肇中曲） |

### 2012年
| - 古巨基 - 追夢者（鄧智偉、葉肇中曲／監） - 吳卓羲 - 有時（監） - 吴卓羲、陈展鹏 - 千钧一发（監） - 容祖兒 - 連續劇（曲／監） - 尹 光、杜汶澤 - 爛賭神君（鄧智偉、莊冬昕監） - 林欣彤 - 三生有幸（曲／監） - 林欣彤 - Little Something（曲／監） - 林 峯 - 等你回來（曲／監） - 林 峯 - 幼稚完（曲／監） - 林 峯 - 同林（曲／鄧智偉、莊冬昕監） - 梁漢文 - 在心中（曲／監） - 狄易達、蔚雨芯 - 傻瓜機（鄧智偉、葉肇中監） - 胡鴻鈞 - 一生一心（監） - 蕭正楠 - 從未在意（曲／監） - 薛凱琪 - 此時此刻（曲／監） - 薛家燕、阮兆祥 - 美食仙境（曲） - 謝天華、周麗淇 - 愛從心（曲／監） - 謝天華、森 美 - 疑幻人生（監） - 鄭嘉穎 - 一擊即中（監） | - 鄭少秋 - 界限（監） - 鄭欣宜 - 擁抱愛（監） - 鍾嘉欣 - 傷城記（Acoustic Version）（曲／監） - 鍾嘉欣 - 幸福歌（曲／監） - 鍾嘉欣 - 最幸福的事（曲／監） - 鍾嘉欣 - 最幸福的事（劇場版）（曲／監） - 關淑怡 - 相濡以沫（曲／監） - 陳法拉 - 愛上鳥（曲／監） - 陳法拉 - 我用距離愛你（曲／監） - 陳法拉 - 缺陷美（監） - 陳僖儀 - 千秋（曲／監） - 陳 豪 - 4 In Love（監） - 馬德鐘 - 身邊的依據（監） - 黎耀祥、胡定欣 - 日月（監） - 《回鄉》主題音樂（曲） - 《走過烽火大地》主題音樂（曲／監／鄧智偉、葉澍暉編） - 《雷霆掃毒》主題音樂（曲／監） - 《芝人口面不知心》主題音樂（曲／編） - 《疯狂历史补习社》主題音樂（鄧智偉、葉澍暉曲／編／鄧智偉監） |

### 2013年
| - J.Arie - 每一次都是你（曲／鄧智偉、莊冬昕監） - 容祖兒 - 续集（曲／監） - 周麗淇 - 愛從心（曲／監） - 周麗淇 - 心變（監） - 林欣彤 - 怪兽大学（曲／监） - 林 峯 - Nice（鄧智偉、莊冬昕曲／編／鄧智偉、莊冬昕、林峯監） - 林 峯 - Once Again（鄧智偉、莊冬昕曲／編／鄧智偉、莊冬昕、林峯監） - 林 峯 - BB（鄧智偉、莊冬昕曲／編／鄧智偉、莊冬昕、林峯監） - 林 峯 - On My Way（曲／監） - 林 峯 - 也無風雨也無月（曲／鄧智偉、莊冬昕監） - 林 峯 - 不負如來不負卿（曲／鄧智偉、莊冬昕監） - 林 峯 - 心有靈犀（曲／鄧智偉、莊冬昕監） - 群 星 - We Dream（曲／監） - 狄易達 - Revolution（鄧智偉、莊冬昕曲／監） - 胡鴻鈞 - 化蝶（鄧智偉、葉肇中監） - 胡鴻鈞 - 明白了（鄧智偉、葉肇中監） - 胡鴻鈞、鍾嘉欣 - 交替之間（鄧智偉、葉肇中監） - 敖嘉年 - 意想不到（鄧智偉、葉肇中監） - 鄭俊弘、田蕊妮 - 兩句（鄧智偉、葉肇中監） | - 蕭正楠 - 圍牆（曲／監） - 謝安琪 - 夢（監） - 郭晋安、李思捷、單立文、曹永廉 - 半生熟男（鄧智偉、葉澍暉監） - 陳百祥 - 即刻變富豪（鄧智偉、莊冬昕曲／編／監） - 陳展鵬 - 小草（鄧智偉、葉肇中監） - 陳展鵬、蕭正楠 - 巨輪（鄧智偉、葉肇中曲／監） - 陳敏之 - 這首歌（鄧智偉、葉肇中監） - 陳敏之 - 想一天（曲／監） - 許廷鏗 - 遺物（曲／監） - 黄宗澤 - 最後祝福（曲／監） - 黃子華 - My盛Lady（鄧智偉、葉肇中監） - 蔡俊濤 - 一點通（曲／鄧智偉、莊冬昕監） - 蔚雨芯 - 無話可說（曲／監） - 楊千嬅 - 同學（曲／監） - 劉威煌 - 不棄也不離（監） - 關淑怡 - 實屬巧合（曲／監） - 《第一次不是你》主題音樂（曲） |

### 2014年
| - J.Arie - 不想再見（鄧智偉、韋雄監） - J.Arie - 無永無遠（曲／鄧智偉、莊冬昕監） - 王祖藍、何雁詩 - 忠臣（鄧智偉、葉肇中監） - 何雁詩 - 綿羊仔（監） - 林欣彤 - 幾次（曲／監） | - 林欣彤 - 安全地帶（曲／監） - 林夏薇 - 很想討厭你（監） - 蔚雨芯 - 玩具（曲／監） |

### 2015年
| - 林 峯 - 江山背後（曲／監） - 林 峯 - 守衛（曲／監） - 周麗淇 - 戲中有戲（鄧智偉、葉肇中曲） - 鄭 融 - 興趣班（鄧智偉、莊冬昕監） | - 鄧智偉 - 史詩式（曲／監／鄧智偉、葉澍暉、Fergus Chow編） |

### 2016年
| - 黃宗澤、金剛 - 神獸Party（鄧智偉、莊冬昕監） | - 張學友 - 暗色天堂 （作曲及監製） |

### 2018年
| - 林 峯、歐陽靖 - Reunion（鄧智偉、莊冬昕曲／編／監／鄧智偉、莊冬昕、MC Jin詞） | - 群星 - 共同家園（曲／鄧智偉、莊冬昕編／監及總製作 |

### 2019年
| - 林 峯 - All We Need Is Time（曲／鄧智偉、莊冬昕、葉澍暉編／鄧智偉、莊冬昕監） | - 林 峯 - Close2U（曲／鄧智偉、莊冬昕編／鄧智偉、莊冬昕監） |

### 2020年
| - 周柏豪、菊梓喬、泳 兒、鄭俊弘、胡鴻鈞、許靖韻、銀河新星青年合唱團 - 再出發（監） - 楊宗緯 - 我在時間盡頭等你（曲／鄧智偉） | - 莫文蔚 - 呼吸有害（曲／鄧智偉、莊冬昕監） |

### 2021年
| - 任嘉倫 - 如一（曲） - 金志文 - 你看（曲） | - 容祖兒 - 全城Da Da Da（曲／鄧智偉、袁卓祺编／監） - 張紫寧 - 念未別（曲） |

### 2022年
| - 井 朧 - 那天（曲／鄧智偉、袁卓祺編） - 金 希 - 你是一束光（曲） - 林 峯 - 幼稚未完（曲／監） - 林 峯、連詩雅 - 本應（監） - 張雅卓 - I Will Try（曲／監） | - 張碧晨 - 有時無期（曲） - 鄧智偉 - Fading Alone（曲／鄧智偉、袁卓祺、杜彤飛詞／監） - 鄧智偉 - Fallin'（曲／鄧智偉、袁卓祺、杜彤飛、莊冬昕詞／鄧智偉、莊冬昕編／監） - HANA菊梓喬 - 隨意瞞（曲／監） |

### 2024年
| - 林曉峰 - 曾經被遺忘的人（曲／監） | - 林曉峰 - 第一個春天（曲／監） |

## 个人专辑

### 錄音室專輯
| 專輯 # | 專輯名稱                                    | 專輯類型 | 發行公司 | 發行日期      | 曲目 |
| ------ | ------------------------------------------- | -------- | -------- | ------------- | --- |
| 1st    | Here There Everywhere（这里 那里 所有地方） | EP       | 摩登天空 | 2022年3月10日 | 曲目 1. Fading Alone（独自消逝） 2. Fallin'（坠落） 3. My Bad（怪我） 4. Waterfall（瀑布） 5. Come Back Home（回家） |

## 个人演唱会
- dengzhiwei邓智伟"Here There Everywhere Tour"（2022年，5场）

## 獎項

### 個人獎項
- 2006年：佘詩曼 -《星星的加冕》

1. 2007年度兒歌金曲頒獎典禮：全年最佳兒歌歌曲大獎（鄧智偉）

### 歌曲獎項
- 2004年：林峯 -《心呼吸》

1. 馬來西亞 Astro華麗台電視劇大獎2006：我的至愛主題曲

- 2006年：佘詩曼 -《星星的加冕》

1. 2007年度兒歌金曲頒獎典禮：十大兒歌金曲
2. 2007年度兒歌金曲頒獎典禮：兒歌金曲金獎

- 2007年：關菊英 -《講不出聲》

1. 馬來西亞 Astro華麗台電視劇大獎2008：我的至愛主題曲

- 2007年：林峯 -《愛在記憶中找你》

1. 2007年勁歌金曲優秀選第三回：優秀選得獎金曲

- 2008年：林峯 -《愛不疚》

1. Yahoo!搜尋人氣大獎2008：搜尋人氣電視劇集歌曲
2. 2008年勁歌金曲優秀選第三回：優秀選得獎金曲
3. 2008年度新城勁爆頒獎禮：新城勁爆歌曲
4. 2008年度新城勁爆頒獎禮：新城勁爆卡拉OK 歌曲
5. 2008年度十大勁歌金曲頒獎典禮：十大勁歌金曲
6. 2008年度SINA Music樂壇民意指數頒獎禮：SINA Music最高收聽率二十大歌曲
7. 第三十一屆十大中文金曲頒獎典禮：十大中文金曲
8. 第一届數碼音樂頒獎典禮：最高次數下載歌曲

- 2009年：林峯 -《如果時間來到》

1. 2009年勁歌金曲優秀選第一回：優秀選得獎金曲
2. 2009年度TVB8金曲榜頒獎典禮：全球觀眾最愛粵語歌曲獎
3. 2009年度新城勁爆頒獎禮：新城勁爆原創歌曲
4. 2009年度新城勁爆頒獎禮：新城勁爆卡拉OK 歌曲
5. 2009年度十大勁歌金曲頒獎典禮：十大勁歌金曲
6. 2010年度勁歌王金曲金榜全球華人樂壇總選音樂盛典: 粵語金曲獎

- 2009年：林峯 -《值得流淚》

1. Yahoo!搜尋人氣大獎2009：搜尋人氣電視劇集歌曲

- 2009年：林峯 -《Let's Get Wet》

1. 2009年勁歌金曲優秀選第二回：優秀選得獎金曲

- 2009年：徐子珊 -《Hit Me》

1. 2009年勁歌金曲優秀選第三回：優秀選得獎金曲

- 2009年：鄭融 -《借》

1. 2009年度新城勁爆頒獎禮：新城勁爆歌曲

- 2009年：張智霖、胡杏兒 -《一刀了斷》

1. 2009年度新城勁爆頒獎禮：新城勁爆合唱歌曲
2. 2009年度十大勁歌金曲頒獎典禮：最受歡迎合唱歌曲獎-銀獎

- 2010年：林峯 -《我們很好》

1. 2010年度新城國語力頒獎禮: 新城國語力歌曲
2. 2010年度TVB8金曲榜頒獎典禮：TVB8金曲榜金曲獎
3. 2010年度TVB8金曲榜頒獎典禮：TVB8金曲榜金曲金獎

- 2010年：林峯 -《直到你不找我》

1. 2010年勁歌金曲優秀選第二回：優秀選得獎金曲
2. Yahoo!搜尋人氣大獎2010：網上熱播歌曲
3. 2010年度TVB8金曲榜頒獎典禮：全球觀眾最愛粵語歌曲獎
4. 2010年度十大勁歌金曲頒獎典禮：十大勁歌金曲
5. 2010年度SINA Music樂壇民意指數頒獎禮：SINA Music電視劇主題曲大獎

- 2010年：林峯、蔡卓妍 -《一直都在》

1. 2010年勁歌金曲優秀選第二回：優秀選得獎金曲
2. Yahoo!搜尋人氣大獎2010：搜尋人氣電影主題曲
3. 2010年度十大勁歌金曲頒獎典禮：最受歡迎合唱歌曲獎-銀獎

- 2010年：林峯、楊千嬅 -《初見》

1. 2010年度十大勁歌金曲頒獎典禮：最受歡迎合唱歌曲獎-金獎

- 2010年：古巨基 -《義海豪情》

1. 2010年勁歌金曲優秀選第三回：優秀選得獎金曲
2. 2010年度十大勁歌金曲頒獎典禮：十大勁歌金曲

- 2011年：林峯 -《Chok》

1. 2011年度十大勁歌金曲頒獎典禮：最佳作曲獎

- 2012年：林峯 -《幼稚完》

1. 2012年度十大勁歌金曲頒獎典禮：最佳作曲獎

## 外部連結
- Primary Shapes （页面存档备份，存于）
- primaryshapes on Xanga （页面存档备份，存于）
- Primary Shapes on MySpace Music （页面存档备份，存于）
- 鄧智偉的新浪微博
- 鄧智偉 Tang Chi Wai的Facebook專頁
- 鄧智偉在香港影庫上的簡介